# John's Children
I John's Children sono un gruppo musicale Proto-punk inglese, formatosi nel 1966 a Leatherhead, nella quale militò il famoso artista Marc Bolan, successivamente leader dei T.Rex.
La loro musica è fortemente influenzata dalla cultura mod e rock degli anni '60, ed espressione di un nuovo tipo di insofferenza giovanile, che per molti versi anticiperà l'estetica del Punk.

## Storia del gruppo

### Gli inizi
Scoperti da Simon Napier-Bell (allora manager degli Yardbirds), i John's Children erano formati dal cantante Andy Ellison, il chitarrista Geoff McClelland, il bassista John Hewlett e il batterista Chris Townson. Espressero con la loro musica e i loro sfrontati atteggiamenti live un furore creativo e stilistico molto innovativo, una musica che miscelava insieme follia psichedelica, aggressività rock e vivacità beat, anticipando elementi estetici e concettuali che furono, dopo quasi 10 anni, ripresi ed esasperati dalle generazioni punk. Durante i loro concerti suonavano vestiti di bianco, riprendendo il look tipico dei Drughi dell'Arancia meccanica di Anthony Burgess. Si racconta appunto che aprendo gli The Who li surclassassero in foga e ferocia, creando degli show assolutamente distruttivi, in termini musicali e scenici.
Nel 1967 firmarono per la Columbia Records in Inghilterra e per la White Whale Records in America. Per quest'ultima registrarono il loro primo album Orgasm. Un album registrato con overdubbing di applausi e grida di un pubblico, a simulare una registrazione live, come di moda in quegli anni.
Nel marzo del 1967 Napier Bell rimpiazzò McClelland con Marc Bolan, un artista della sua scuderia. Bolan era un chitarrista acustico, che non aveva mai suonato una chitarra elettrica, ma la sua grande personalità gli permise di diventare molto presto il leader della band. Bolan compose, fu chitarrista e seconda voce in Desdemona, il nuovo singolo del gruppo che fu censurato dalla BBC per il verso ritenuto troppo licenzioso "Lift up your skirt and fly", alzati la gonna e vola.

### Fine e reunion
Pochi mesi dopo Bolan lasciò il gruppo per dedicarsi ai suoi Tyrannosaurus Rex. I John's Children registrarono un altro singolo, Go Go Girl, sempre firmato da Bolan, poi si sciolsero. Il loro ultimo show fu tenuto in Germania, allo Star-Club di Amburgo. Nel 1999 il gruppo si riunì per una reunion, con un tour europeo.

## Formazione
- Andy Ellison: voce
- Geoff McClelland: chitarra
- Marc Bolan: chitarra, voce
- John Hewlett: basso
- Chris Townson: batteria, chitarra
- Chris Colville: batteria (live)

## Discografia
- Orgasm (White Whale, 1970)
- Music For the Herd of Herring – (John's Children/Jet/Radio Stars, Radiant Future Records - live 2001)
- Black & White (Acid Jazz, 2011)